# Lecitisovke
Lecitisovke (lat. Lecythidaceae), biljna porodica u redu Ericales. Ime je dobila po rodu lecitis (Lecythis), u kojem je najpoznatija vrsta glineno drvo (Lecythis pisonis Cambess.), sin. L. urnigera Mart..
Popisano je 384 vrsta unutar 24 roda

## Rodovi
1. Subfamilia Napoleonaeoideae Nied.
  1. Napoleonaea P. Beauv. (15 spp.)
  2. Crateranthus Baker fil. (4 spp.)
2. Subfamilia Scytopetaloideae O. Appel
  1. Oubanguia Baill. (3 spp.)
  2. Scytopetalum Pierre ex Engl. (3 spp.)
  3. Rhaptopetalum Oliv. (13 spp.)
  4. Pierrina Engl. (1 sp.)
  5. Brazzeia Baill. (3 spp.)
3. Subfamilia Asteranthoideae Reveal
  1. Asteranthos Desf. (1 sp.)
4. Subfamilia Lecythidoideae Beilschm.
  1. Gustavia L. (46 spp.)
  2. Grias L. (12 spp.)
  3. Allantoma Miers (8 spp.)
  4. Cariniana Casar. (9 spp.)
  5. Couroupita Aubl. (3 spp.)
  6. Corythophora R. Knuth (4 spp.)
  7. Bertholletia Humb. & Bonpl. (1 sp.)
  8. Couratari Aubl. (19 spp.)
  9. Eschweilera Mart. (102 spp.)
  10. Lecythis Loefl. (31 spp.)
5. Subfamilia Barringtonioideae Beilschm.
  1. Petersianthus Merr. (2 spp.)
  2. Barringtonia J. R. Forst. & G. Forst. (73 spp.)
  3. Chydenanthus Miers (1 sp.)
  4. Careya Roxb. (3 spp.)
  5. Planchonia Blume (8 spp.)
6. Subfamilia Foetidioideae Engl.
  1. Foetidia Comm. ex Lam. (17 spp.)